# Lixophaga scintilla
Lixophaga scintilla là một loài ruồi trong họ Tachinidae.